# Atlas (hop)
Atlas is een hopvariëteit, gebruikt voor het brouwen van bier.
Deze hopvariëteit is een “bitterhop”, bij het bierbrouwen voornamelijk gebruikt voor zijn bittereigenschappen. Deze Sloveense soort is een diploïde hybride kruising tussen Brewer's Gold en een Sloveense wilde hop.

## Kenmerken
- Alfazuur: 5 – 9%
- Bètazuur: 3,2 – 4,1%
- Eigenschappen: fris hoppig aroma